# Ralph E. Hudson
Ralph E. Hudson, född 1843, död 1901, sångare och kompositör från USA.

## Psalmer
- Då mitt hjärta var kallt. Samma melodi används även till O, hur ljuvligt, min Gud, är ditt heliga bud